# 索菲娅·奥斯泰特
索菲娅·奥斯泰特（瑞典語：Sofia Åstedt，2003年11月13日—），瑞典女子游泳运动员，2022年欧洲游泳锦标赛女子4×100米自由泳接力银牌得主、2022年世界短池游泳锦标赛女子4×50米混合泳接力铜牌得主。